# FK Proleter Teslić
Der Fudbalski Klub Proleter Teslić (Serbisch kyrillisch: Фудбалски Клуб Пpoлeтep Tecлић) ist ein bosnisch-herzegowinischer Fußballverein aus Teslić. Der Verein spielt aktuell in der dritthöchsten Spielklasse Bosnien und Herzegowinas, der Druga Liga RS.  

## Allgemeines
Der Verein wurde 1926 gegründet und trat fortan in den unteren Ligen des ehemaligen Jugoslawiens an. Seit dem Zerfall Jugoslawiens spielt der Verein in den Ligen der Republika Srpska. Aktuell versucht sich der Verein sportlich zu etablieren, pendelt aber seit 2007 als Fahrstuhlmannschaft zwischen der zweit- und dritthöchsten Liga Bosnien und Herzegowinas. Ein dauerhafter Verbleib in der zweithöchsten Liga konnte bisher nicht realisiert werden. Seine Heimspiele absolviert der FK Proleter im Stadion Radolinka. 